# Francesc Mas i Oliver
Francesc Mas i Oliver (1827-1883) fou un mestre de capella català del Romanticisme. D'ell només se sap que regí el magisteri de la capella de Santa Maria de Mataró entre 1884 i 1909, tot i que en els darrers anys el suplí Josep Molé i Gelabert (1873- 1926), mestre de capella de la parròquia de Sant Joan i Sant Josep de Mataró.